# 李英和
李英和（：／ Lee Yong-hwa，1954年12月22日—2020年3月28日），在日朝鲜人，北朝鲜问题专家，关西大学教授。

## 生平
1954年生于大阪府堺市，是第三代在日朝鲜人。大阪府立堺工業高等学校毕业后，半工半读，在关西大学夜校学习。最终学历为关西大学研究生院博士课程（经济学专业）结业。1991年4月赴朝鮮社會科學院短期留学。1993年组建非政府组织团体“救援！朝鲜民众 紧急行动网络”，担任负责人。历任关西大学经济学部助教、专任讲师、助教授，2005年升任教授（主讲朝鲜社会经济论）。2020年3月28日逝世。

## 著作
- . 小学館. 1995年6月. ISBN 4-09-389461-2.
- . 小学館文庫. 小学館. 1999年9月. ISBN 4-09-403431-5.
- . 小学館. 2003年8月. ISBN 4-09-389462-0.
- . PHP研究所. 2009年10月. ISBN 978-4-569-69962-2.